# Heintje Davids
Pour les articles homonymes, voir Davids.
Hendrika David, dite Heintje Davids ou Henriëtte Davids, est une comédienne et chanteuse néerlandaise, née le 13 février 1888 à Rotterdam et morte le 14 février 1975 à Naarden.

## Biographie

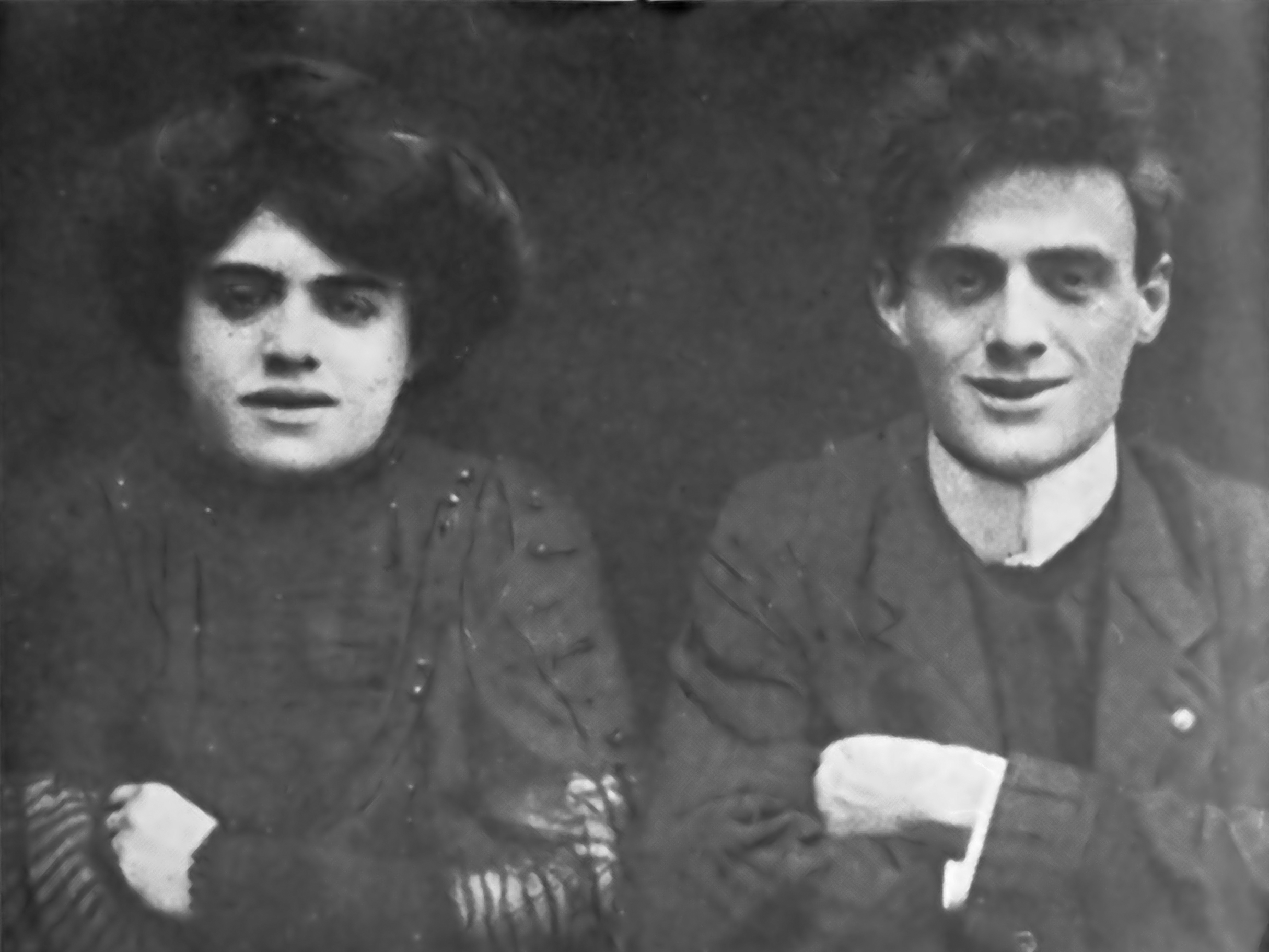
Heintje et Louis Davids.

Issue d'une famille juive de Rotterdam, avec un père comédien, Heintje Davids est la sœur du chanteur Louis Davids et de l'actrice et chanteuse Rika Davids. La famille Davids se produite de façon collective mais la jeune Hendrika est laissée à l'écart par ses parents, qui ne la jugent pas capable de performances artistiques à cause de son apparence physique et de sa voix particulière.
À partir de 1907, elle se lance seule dans la chanson humoristique. En 1910, elle forme finalement un duo avec son frère Louis, mais celui-ci finit par poursuivre une carrière solo dans le cabaret.
En 1914, elle épouse le journaliste et dramaturge Philip Pinkhof (nl). Elle se produit régulièrement sur la scène du Hollandsche Schouwburg à Amsterdam. Elle joue aussi au cinéma, notamment dans la comédie musicale De Jantjes (nl) en 1934.
Se cachant avec son mari durant la Seconde Guerre mondiale, elle est la seule de sa famille à survivre au conflit et au génocide juif.

## Filmographie
- 1906 : Koning 'Kziezoowat in Amsterdam
- 1934 : De Jantjes (nl) de Jaap Speyer : Na Druppel
- 1949 : Een koninkrijk voor een huis (nl) de Jaap Speyer : Heintje Blom

## Postérité
Plusieurs lieux néerlandais portent le nom de Heintje Davids : une place du quartier de Leesten à Zutphen ; une rue du quartier de Stevenshof à Leyde ; une rue du quartier de Westerwatering à Zaandam ; une rue à Rosmalen.